# Henri Govard
Henri Céline Ferdinand Govard (2 februari 1922 – 22 oktober 1975) was een Belgisch voetballer die speelde als aanvaller. Hij voetbalde in Eerste klasse bij Club Luik en Union Sint-Gillis en speelde zes interlandwedstrijden  met het Belgisch voetbalelftal.

## Loopbaan
Govard debuteerde in 1945 als aanvaller in het eerste elftal van Club Luik dat net naar Eerste klasse gepromoveerd was. Hij verwierf er onmiddellijk een vaste basisplaats en was een vlotte scoorder. In zijn eerste seizoen bij Luik scoorde hij 32 doelpunten en eindigde daarmee op de derde plaats in de topschutterslijst van de Belgische Eerste klasse. Ook de volgende seizoenen eindigde hij met respectievelijk 26 en 20 doelpunten hoog in de topschutterslijst. In 1948 wist de ploeg de derde plaats te behalen in het eindklassement. De volgende twee seizoenen eindigde Luik telkens in de middenmoot van de rangschikking maar Govard bleef met respectievelijk 19 en 16 doelpunten vlot scoren in Eerste klasse.
In 1950 trok Govard naar het eens zo succesvolle Union Sint-Gillis dat net naar Tweede klasse gedegradeerd was. Govard werd met de ploeg onmiddellijk kampioen in Tweede waardoor Union haar plaats in de hoogste afdeling terug kon innemen. Govard bleef er nog één seizoen voetballen en zette in 1952 een punt achter zijn voetballoopbaan op het hoogste niveau. In totaal speelde Govard 164 wedstrijden in Eerste klasse en scoorde hierbij 126 doelpunten.
Tussen 1946 en 1949 werd Govard in totaal 11 maal geselecteerd voor het Belgisch voetbalelftal. Het duurde nog tot in 1948 vooraleer hij voor de eerste maal in een wedstrijd mocht meespelen. In de periode 1948-1949 speelde Govard zes wedstrijden met de nationale ploeg en scoorde hierbij vier doelpunten, in 1948 in de thuiswedstrijd tegen Frankrijk en in 1949 in de thuiswedstrijd tegen Wales (tweemaal) en in de uitwedstrijd in Nederland.